# アウストラシア

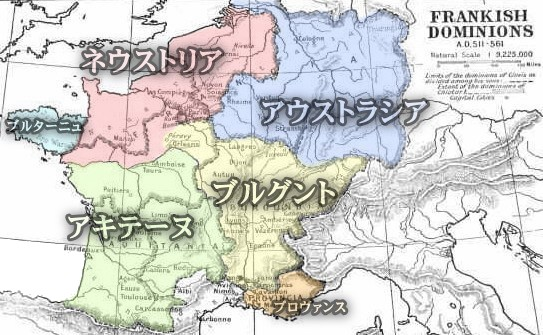
アウストラシアの領域（600年頃）。アキテーヌはネウストリア、ブルグント、アウストラシアの所領で複雑に区分されている

アウストラシア（Austrasia、まれにアウストリア（Austria）とも。いずれも「東方の土地」の意）、はメロヴィング朝フランク王国の北東部、現在のフランス東部、ドイツ西部、ベルギー、ルクセンブルク、オランダから構成されていた。
メスは首都としての機能を果たし、アウストラシアの諸王はランス、トリーア、ケルンをも支配した。また、アウストラシアはイタリアから見た北東の地域を差す用語として、北西を意味するネウストリアと対称的に使われた。

## 歴史
511年、フランク王クローヴィス1世が死去すると4人の息子が王国を分割し、テウデリク1世がアウストラシアとなる領土を相続した。テウデリク1世の流れをくむ王の子孫はクロタール1世が他の分王国を統一する555年までアウストラシアを併合し、558年までにフランク王国の領土全域を継承した。クロタール1世は4人の息子に領土を再分割したが、567年、カリベルト1世の死により4つの王国は合併して3つになり、アウストラシアはシギベルト1世、ネウストリアはキルペリク1世、ブルグントはグントラムが治めた。これらの王国がカロリング朝が起こるまでの間、フランク王国の行政区分となった。
567年からシギベルト2世が死去する613年までネウストリアとアウストラシアは絶えず争っておりブルグントが両国の調停を行なっていた。両国の戦争はアウストラシアの王妃ブルンヒルドとネウストリアの王妃フレデグンドの代で頂点に達した。613年、ついにブルンヒルドに対する貴族の反乱が起こり、裏切られた彼女は敵であり自身の甥ネウストリア王クロタール2世に引き渡された。クロタールは他の二国を支配下に入れフランク王国の統一を果たすと首都をパリに定めた。初めて時代を通じて宮宰が置かれたが、この役職はそれぞれの分王国で王と国民の仲介役として働いた。アウストラシア初代の宮宰はアルヌルフ＝ピピン一族から登用され、彼らは遅々としてではあるが地位を安定して向上させ、ついにメロヴィング家の一族に代わって王座に君臨した。
623年、アウストラシア人はクロタール2世に自国の王を求め、クロタールは息子のダゴベルト1世をアウストラシア王に、大ピピンを宮宰に任命した。ダゴベルトの統治は広く受け入れられ、629年彼はネウストリアとブルグントを継承した。アウストラシアは633年に国民が再び自国の王を要求するまで空位となった。ダゴベルトは彼らの要求に応じて長子シギベルト3世をアウストラシアへ派遣したが、宮廷が宮宰に牛耳られたため、歴史家にはメロヴィング時代の怠惰王（Roi fainéant）とみなされている。657年、宮宰グリモアルドは自分の息子キルデベルト・ラダブテを王に擁立し、彼は662年まで王位についた。以降アウストラシアはアルヌルフ＝ピピン一族出身の宮宰の支配する王国となり、彼らの権力基盤となった。687年のテルトリーの戦いで中ピピンはネウストリア王テウデリク3世を破り、フランク分王国における宮宰の地位を確立した。これは同時代の人々にも彼による「支配」の始まりとみなされ、メロヴィング時代の終焉まで続くネウストリアに対するアウストラシアの優位性を知らしめるものでもあった。718年、カール・マルテルはアウストリアの後押しを得てネウストリアと戦ったが、フランク人をアウストラシアのもと統一するのには難渋し、アウストラシアの統治者としてクローヴィス4世を選任したが、彼が全フランクを掌握出来なかった最後の統治者となった。719年、フランク王国はアウストラシアの支配のもと永久に一つの国になった。
カロリング時代、あるいはそれ以後もアウストラシアはときにフランク王国の領土の東方を差す基準として、またいくぶん不正確であるが東フランク王国の同義語として使われた。

## 支配者
| - テウデリク1世（在位 : 511年–533年） - テウデベルト1世（在位 : 533年–548年） - テウデバルド（在位 : 548年–555年） - クロタール1世（在位 : 555年–561年） - シギベルト1世（在位 : 561年–575年） - キルデベルト2世（在位 : 575年–595年） - テウデベルト2世（在位 : 595年–612年） - テウデリク2世（在位 : 612年–613年） - シギベルト2世（在位 : 613年） - クロタール2世（在位 : 613年–623年） - ダゴベルト1世（在位 : 623年–634年） - シギベルト3世（在位 : 634年–656年） - キルデベルト・ラダブテ（在位 : 656年–661年）※ピピン家出身、シギベルト3世の養子 - クロタール3世（在位 : 661年–662年） - キルデリク2世（在位 : 662年–675年） - ダゴベルト2世（在位 : 675年–679年） - テウデリク3世（在位 : 679年–691年） - クローヴィス4世（在位 : 691年–695年） - キルデベルト3世（在位 : 695年–711年） - ダゴベルト3世（在位 : 711年–715年） - キルペリク2世（在位 : 715年–717年） - クロタール4世（在位 : 717年–720年） - キルペリク2世（在位 : 720年–721年、復位） - テウデリク4世（在位 : 721年–737年） - キルデリク3世（在位 : 743年–751年） | - パルテミウス（在位 : -548年） - ゴゴ（在位 : 567年頃–581年） - ワルダレヌス（在位 : 581年- ） - グンドゥルフ（在位 : 600年- ） - ランドリク（在位 : -612年） - ワルナカール（在位 : 612年–617年） - ユーグ（在位 : 617年–623年） - 大ピピン（在位 : 623年–629年） - アダルギセル（在位 : 633年–639年） - 大ピピン（在位 : 639年–640年、復位） - オットー（在位 : 640年–643年） - グリモアルド1世（在位 : 643年–656年） - ウルフォアルド（在位 : 656年–680年） - 中ピピン（在位 : 680年–714年） - テウドアルド（在位 : 714年–715年） - カール・マルテル（在位 : 715年–741年） - カールマン（在位 : 741年–747年） - 小ピピン（在位 : 747年–751年） |